# No voy en tren
«No voy en tren» es una canción del músico argentino Charly García publicada en 1987. Aparece como primer tema del disco Parte de la religión. También fue lanzada como sencillo en 1987 en Ecuador por WEA Music y Famoso.
En la canción, García sugiere un deseo de rapidez y una forma de transporte más moderna (el avión) en lugar de la forma tradicional (el tren). La canción también puede interpretarse como una declaración de independencia y autoconfianza, donde el protagonista se niega a ser parte de las convenciones sociales y elige su propio camino, sin necesitar a nadie ni a nada alrededor o que les rodea no les permite expresarse plenamente.

## Nominaciones
| Año  | Publicación          | País          | Lista                                                       | Puesto |
| ---- | -------------------- | ------------- | ----------------------------------------------------------- | ------ |
| 2006 | Alborde              | EUA           | 500 canciones del Rock Iberoamericano                       | 370°   |
| 2007 | VH1 Latinoamérica    | EUA           | 100 más grandiosas canciones de los años ochenta en español | 45°    |
| 2009 | Rock en las Américas | Latinoamérica | Las 120 mejores canciones del rock hispanoamericano         | 92°    |